# Детерминатив
Детерминати́в, также таксограмма или семаграмма — идеограмма, служащая для обозначения грамматических категорий слов в логографическом письме. Не имеет прямых аналогов в разговорной речи, хотя и может с течением времени переходить из иероглифа в реальные слова. Функционально схожи с классификаторами в восточно-азиатских и знаковых языках. Например, египетские иероглифические детерминативы включали символы для обозначения божеств, людей, частей тела, животных, растений и абстрактных идей, которые облегчали чтение, но ни один из них не произносился.

## Клинопись
В клинописных текстах шумерского, аккадского и хеттского языков многим существительным предшествует или следует шумерское слово, как определяющее; это указывает на то, что связанное слово принадлежит к определённой семантической группе. Такие детерминативы не произносились.
- Шумерограмма[англ.]
- Хеттская клинопись#Детерминативы

## Древнеегипетский язык
В древнеегипетской письменности детерминативы ставились в конце слова и перед суффиксами. Почти у каждого слова - существительного, глагола, прилагательного - имелся детерминатив, некоторые из которых были необычными. Вероятно, они служили как словоразделители или определители смысла.
Обычно детерминативы не транскрибируются, но иногда обозначаются номером по Гардинеру.

## Письмо майя
В письменности майя присутствует незначительное число детерминативов. Знак обозначения дня в сочетании с другим знаком меняет своё значение.

## Китайский язык
Большинство иероглифов не представляет собой ни простых изобразительных знаков, ни идеограмм, а принадлежит к третьему, смешанному типу, так называемым фоноидеограммам. Одна из частей фоноидеографического иероглифа носит название фонетик, другая — детерминатив.

## Бортовой управляющий компьютер КА Аполлон
Команды на бортовом компьютере "Аполлон" вводятся в виде двухзначных чисел: Глагола и Существительного. Глагол описывал тип выполняемого действия, а существительное указывало, на какие данные повлияло действие, указанное командой Глагола. Глагол и существительное функционируют как детерминатив.